# Przemoc w szkole

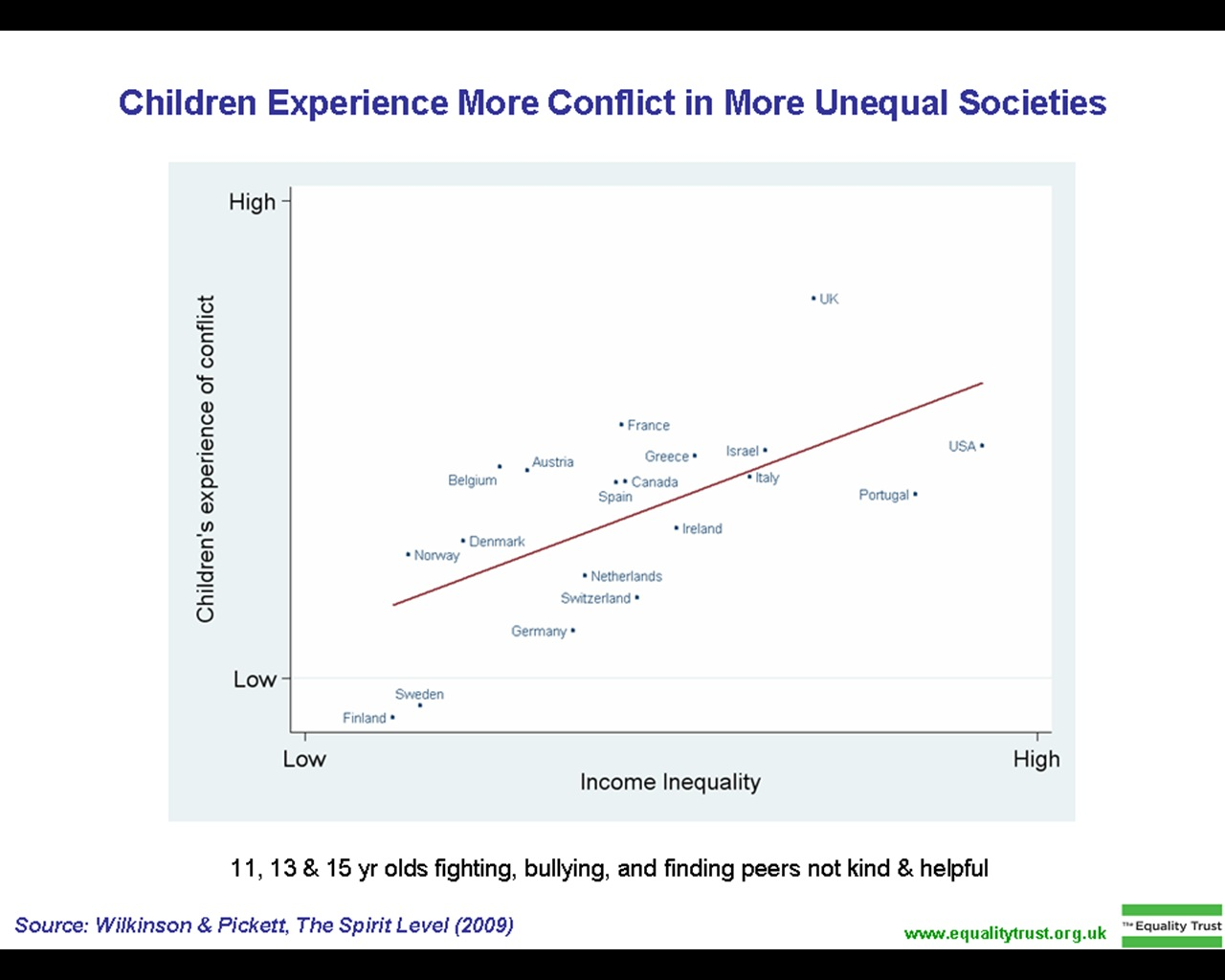

Przemoc w szkole – przemoc dokonywana na terenie placówki oświatowej lub w związku z pobieraniem nauki bądź pracą w niej.

## Rodzaje przemocy w szkole
Przemoc w szkole można podzielić na kilka kategorii:
- przemoc nauczycieli wobec dzieci
- przemoc dzieci wobec dzieci
- przemoc dzieci wobec nauczycieli
- przemoc rodziców wobec nauczycieli

Historycznie najwcześniejsza była przemoc nauczycieli wobec dzieci. Było to związane z autorytarnym stylem szkoły i wychowania, również w rodzinie.
Przemoc dzieci wobec dzieci rozwijała się w ukryciu, prawie równocześnie z przemocą nauczycieli wobec dzieci. Niekiedy była po cichu tolerowana przez nauczycieli, podobnie jak zjawisko fali w wojsku.
Istnieje także przemoc dzieci wobec nauczycieli, a jej skrajne przypadki zostały nagłośnione przez media.

## Stany Zjednoczone
Pomiędzy 1 lipca 1999 a 30 czerwca 2000 w Stanach Zjednoczonych odnotowano 32 ofiary śmiertelne na skutek przemocy w szkołach, 16 z nich to dzieci w wieku szkolnym.
W 2003 4% wszystkich uczniów w wieku 12-18 lat padło ofiarą kradzieży, a 1% ofiarą przemocy. Przypadków znęcania się silniejszych uczniów nad słabszymi najwięcej odnotowano w szkołach wiejskich (10%), w miejskich szkołach publicznych i dzielnicach podmiejskich 7%, w szkołach prywatnych 5%.
W latach 1999–2000 w 20% wszystkich szkół publicznych odnotowano przynajmniej jeden poważny wypadek przestępstwa jak gwałt, molestowanie seksualne, rabunek lub napad. 71% szkół doniosło o wypadkach przemocy i 46% o wypadkach kradzieży.
Badania naukowe wykazują, że osoby o orientacji innej niż heteroseksualna częściej padają ofiarą przemocy szkolnej.
W Stanach Zjednoczonych zaczęto zwracać szerszą uwagę na problem prześladowania w szkołach po serii samobójstw i zabójstw wśród nastolatków w latach 90. i na początku XXI wieku, w szczególności po masakrze w Columbine High School.

## Polska
21 października 2006 Anna, uczennica II klasy Gimnazjum nr 2 w Gdańsku, popełniła samobójstwo w następstwie grupowej napaści seksualnej przeprowadzonej na nią w czasie lekcji języka polskiego dzień wcześniej przez pięciu nieletnich agresorów. W związku z tym zdarzeniem minister edukacji Roman Giertych wystąpił z propozycją reformy szkół pod hasłem „Zero Tolerancji”. Zgodnie z tym planem, nauczyciele otrzymaliby status urzędników publicznych, chronionych zaostrzonymi karami przed przemocą, natomiast nauczyciele wyżsi rangą mieliby prawo kierować bardziej agresywnych uczniów do pracy społecznej, a ich rodziców ukarać grzywną. Nauczycielom, którzy nie zgłoszą aktów przemocy w szkole, groziłaby kara pozbawiania wolności.
Przemoc w szkole stanowi temat tabu dla dyrekcji. Nieliczni dyrektorzy przyznają, że w ich szkołach dochodzi do aktów przemocy. Zofia Szachniewicz – dyrektor Zespołu Szkół nr 3 w Czerwionce-Leszczynach – jednej z większych placówek oświatowych przyznała, że najczęstszymi przejawami agresji w jej szkole są wyzwiska, obrażanie oraz poniżanie. Zaś nauczycielom częściowo udało się wyeliminować przemoc i bójki.